# Llorenç Huguet Rotger
Llorenç Huguet Rotger (18 novembre 1953, Ferreries, Menorca) és un matemàtic menorquí, professor d'informàtica i rector de la Universitat de les Illes Balears (UIB).
Huguet es llicencià en matemàtiques el 1977 a la Universitat de Barcelona (UAB). El 1980 es llicencià en Ciències aplicades a la gestió industrial a la Universitat de Lovaina. Es doctorà en informàtica a la UAB el 1981 amb la tesi Códigos regulares; aspectos combinatorios y aplicaciones "Wire-tap channel". Inicià la seva vida professional a la UAB primer com a professor entre el 1977 i el 1988, i després com a catedràtic de ciències de la computació i intel·ligència artificial, entre el 1988 i el 1990. Aquest mateix any es traslladà a la UIB com a catedràtic. Entre 1995 i el 2003 fou elegit rector d'aquesta universitat impulsant les noves instal·lacions, la renovació d'infraestructures i aconseguí les transferències universitàries el 1996. Després presidí la caixa d'estalvis Sa Nostra, des del gener de 2003 fins al desembre del 2005 i fou president del Consell Econòmic i Social de la UIB, des del febrer del 2007. Tornà a ser elegit rector de la UIB el 2013 i ocupà el càrrec fins al mes de juny de 2021 essent succeït per Jaume Jesús Carot Giner.
Ha escrit diversos llibres: Apunts de teoria de la informació i codificació (1982), Teoria matemática de la información y la codificación: Introducción a la criptografia (1983), Codes correcteurs: théorie et applications (coautor, 1989), Apunts de teoria de transmissió de dades (1990), Comunicación digital: teoria de la información, de la codificación y la criptología (coautor, 1991), Comercio electrónico (coautor, 2014). Ha estat coeditor de Proceedings on 5th Internacional Conference AAECC: Applied Algebra, Algebraic Algorithms an Error Correcting Codes (1989).